# Fysiker

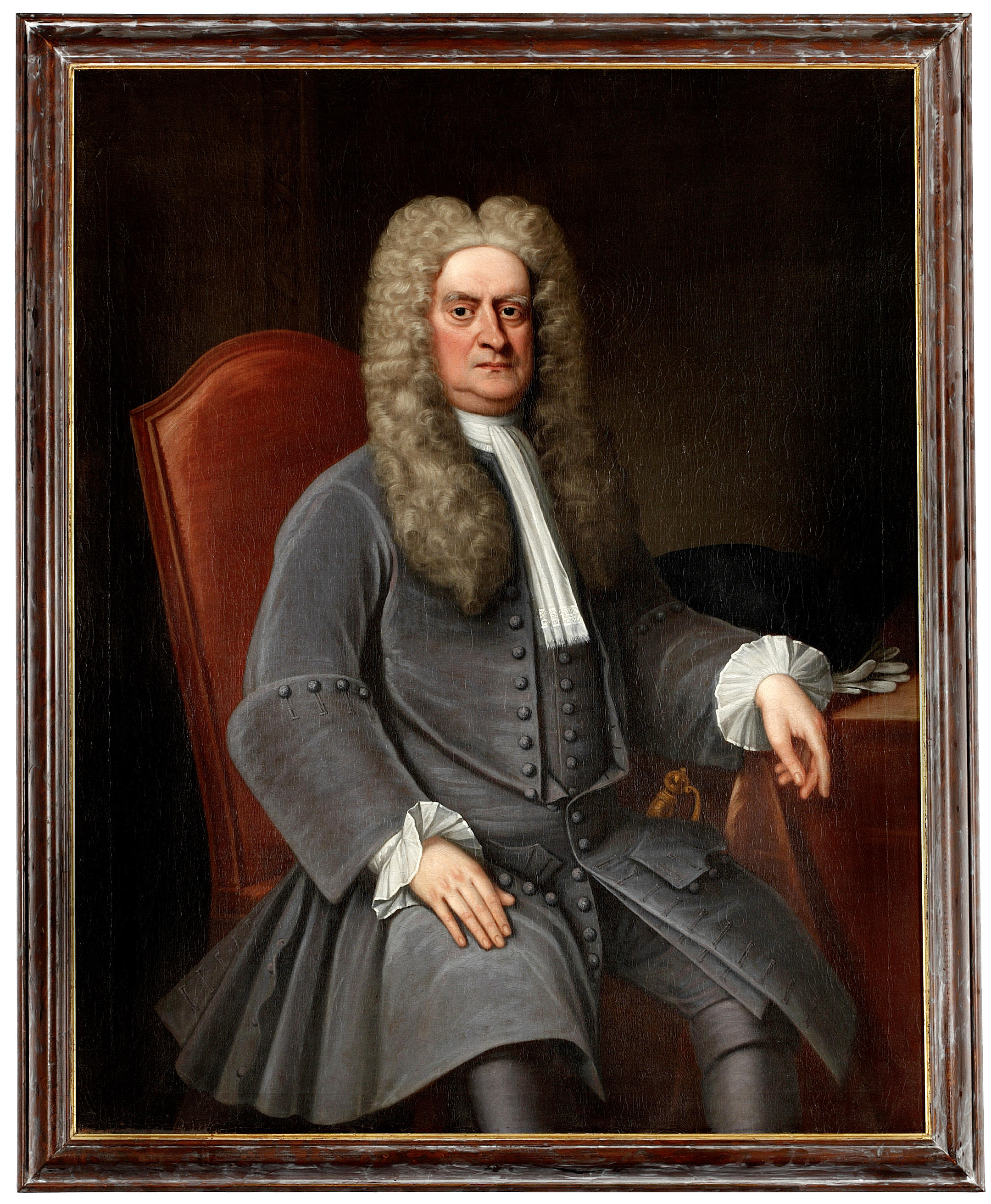
Isaac Newton, en klassisk fysiker som på 1600-talet utvecklade fysiken med sina lagar

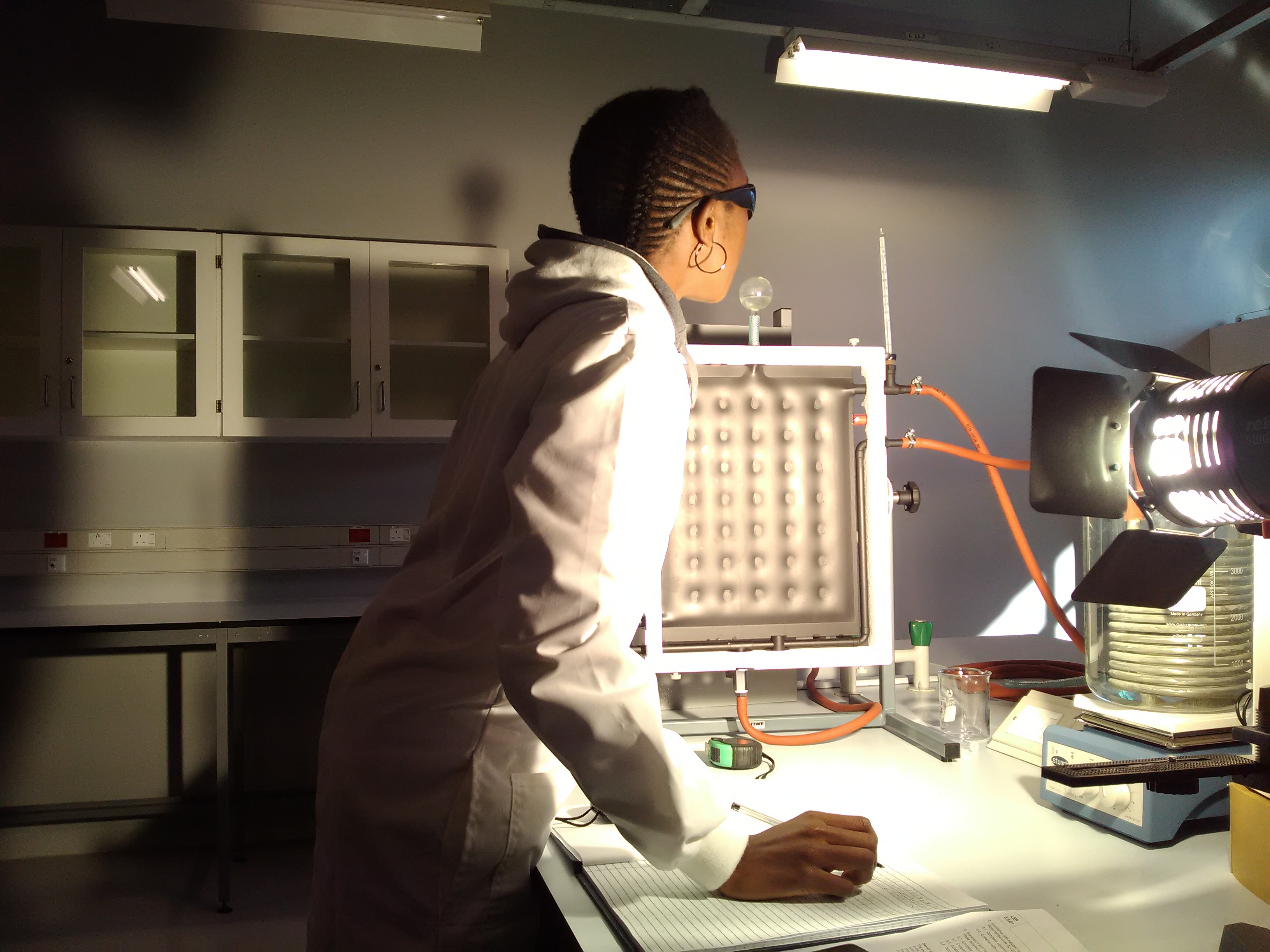
En botwansk fysiker på Botswana International University of Science and Technology, 2016.

En fysiker är en vetenskapsperson som ägnar sig åt fysik eller studerar till en akademisk examen i fysik på ett universitet eller en högskola.
Ända fram till 1800-talet fanns fysiker som också sysslade med andra vetenskapsområden, som filosofi, kemi, biologi men framförallt matematik. De kunde även vara verksamma i ämnesområden som alkemi som idag anses som pseudovetenskap. De kunde också vara yrkesverksamma som ingenjör. Idag krävs ofta att en fysiker är mycket kunnig inom sitt område och därför också ofta specialiserad inom ett smalt område av fysiken. Det är dock fortfarande viktigt för en fysiker att ha gedigna kunskaper inom matematik.
Fysiker är ingen skyddad titel, vilket innebär att vem som helst kan kalla sig själv för fysiker.
Exempel på områden för specialisering:
- Teoretiska fysiker
- Atomfysiker
- Atmosfärsfysiker
- Kärnfysiker
- Hadronfysiker
- Partikelfysiker
- Kvantfysiker
- Beräkningsfysiker